# Keskussaari (ö i Mellersta Finland)
Keskussaari är en ö i Finland. Den ligger i sjön Leppävesi och i kommunen Laukas i den ekonomiska regionen  Jyväskylä ekonomiska region  och landskapet Mellersta Finland, i den centrala delen av landet, 240 km norr om huvudstaden Helsingfors. Öns area är 2 hektar och dess största längd är 210 meter i sydöst-nordvästlig riktning.